# 非核の政府
非核の政府（ひかくのせいふ）とは、1980年代に日本共産党が、それまでの民主連合政府よりも緊急性をもつものとして打ち出した政府スローガン。以下の「非核5項目」を掲げ、これに基づいた連合政権づくりをよびかけた。
1. 全人類共通の緊急課題として核戦争防止・核兵器廃絶の実現を求める
2. 国是とされる非核三原則を厳守する
3. 日本の核戦場化へのすべての措置を阻止する
4. 国家補償による被爆者援護法を制定する
5. 原水爆禁止世界大会のこれまでの合意にもとづいて国際連帯を強化する

また各地に「非核の政府を求める会」が組織された。
しかし、「非核の政府」提案に日本社会党は賛同せず、日本共産党が社公合意後の孤立を脱出する結果には至らなかった。